# رساله حقوق
رساله حقوق عنوان حدیثی طولانی از علی بن حسین است که از سوی ابوحمزه ثمالی نقل شده‌است.
رساله حقوق تنها کتاب منسوب به آن امام است که شکل دعا و حدیث ندارد. به گفته ویلیام چیتیک اهمیت این کتاب به این دلیل است که به موضوعاتی مشابه صحیفه سجادیه پرداخته، اما با سبک و زبانی متفاوت از صحیفه نگاشته شده‌است.
در این کتاب علی بن الحسین تصریح می‌کند که سلسله مراتب اولویت‌ها همیشه باید رعایت شود. فرد قبل از اجتماع می‌آید. معنا قبل از عمل می‌آید و دانش قبل از حرکت. هر فرد وظایف اجتماعی فراوانی دارد اما وابسته به وظایف ضروری تر است: ایمان به خدا و ارتباط مناسب با حقیقت نعمتی ماورایی.
متن این رسانه از قول ابوحمزه ثمالی در منابع شیعه آمده است. مباحث این رساله 50 حق درباره تکالیف و حقوق خصوصی و اجتماعی مسلمانان در عرصه های گوناگون زندگی برای اصلاح بحران ها و آسیب های اجتماعی است. در این رساله حق خداوند، اعضا و جوارح، عبادات، معلم و مردم، والدین، همسر و فرزند، همسایه و دوست، بزرگشالان و خردسالان، هم کیشان و اهل ذمه آمده است.
به دلیل جایگاه خاص و محتوای جامع این رساله، ترجمه‌ها و شرح‌های متعددی بر این رساله نوشته و منتشر شده‌است. این رساله تاکنون به زبان‌های انگلیسی، ارمنی
هندی و اردو منتشر شده‌است.
در فروردین سال ۱۳۹۹ برای نخستین بار یک نسخه از رساله حقوق امام چهارم شیعیان با دستخط منسوب به امام سجاد توسط کتابخانه آستان قدس رضوی منتشر شد. در نگارش این نسخه ، از رسم الخط قرآن شماره ۱۶ این کتابخانه که منسوب به علی بن الحسین امام چهارم شیعیان است استفاده شده است.

## موضوع
در این رساله به بررسی حقوق و وظایف انسان در هفت دسته پرداخته شده‌است:
1. حق خداوند
2. حق نفس و اعضای بدن
3. حق افعال عبادی
4. حق حاکم و مردم
5. حقوق خویشاوندان
6. حقوق برخی اصناف اجتماعی
7. حق مالی

که در مجموع ۵۱ حق مورد بحث رساله را در این هفت دسته جای داده‌اند.

### منظور از حق در این رساله
در این رساله منظور از حق، احکام و وظایفی است که از سوی خداوند نسبت به اصناف مختلف بر انسان قرار داده شده‌است. این حقوق منحصر به وظایف الزامی مؤمنان نیست و شامل احکام استحبابی نیز می‌شود. به علاوه این حقوق منحصر به احکامی نیست که عدم رعایت آن‌ها گناه محسوب شود یا موجب اجرای مجازات دنیوی (حد و تعزیر شرعی) گردد، بلکه رساله حقوق در بردارنده وظایف اخلاقی یک انسان موحد است.

## اعتبارسنجی روایی رساله
قدیمی‌ترین منابع حدیثی که این رساله حقوق را به‌طور کامل ثبت کرده‌اند عبارتند از:
- تحف العقول، تألیف حسن بن علی بن حسین بن شعبه حرانی، متوفای ۳۸۱ قمری. در این کتاب ۵۰ حق از حقوق ثبت شده اما سند رساله یاد نشده‌است.
- خصال تألیف شیخ صدوق، (متوفی ۳۸۲ هجری).
- من لا یحضره الفقیه، تألیف شیخ صدوق.[۸]

شیخ صدوق در این دو کتاب علاوه بر حقوق پنجاه گانه، حقی را تحت عنوان حق حج یاد کرده و در مجموع ۵۱ حق را ذکر نموده است. هر چند در مقدمه خصال، آنجا که فهرست حقوق ذکر گردیده از حج ذکری نشده‌است.
همچنین در مورد سند این رساله باید اضافه کرد:
اولاً در حدیث من لا یحضر، سلسله سند نقل نشده و حدیث مرسل است. همچنین میان حدیث من لا یحضر با روایت تحف العقول و نیز روایت خصال تفاوت‌هایی دیده می‌شود، در حالی که سایر نقل‌ها از آغاز به تفصیل یکایک حقوق پرداخته‌اند.
ثانیاً در سند خصال، نامی از اسماعیل بن فضل به میان نیامده است.
ثالثاً در من لا یحضر، تصریح نشده‌است که حقوق مذکور، رساله‌ای است از امام سجاد (ع) ولی در خصال به این نکته تصریح شده‌است.

## عناوین رساله الحقوق
مطابق آنچه که در الخصال شیخ صدوق آمده است، عناوین رساله الحقوق عبارتند از:
۱- حق خدا
۲- حق نفس
۳- حق زبان
۴- حق گوش
۵- حق چشم
۶- حق دست
۷- حق پا
۸- حق شکم
۹- حق عورت
۱۰- حق نماز
۱۱- حق حج
۱۲- حق روزه
۱۳- حق صدقه
۱۴- حق قربانی
۱۵- حق سلطان
۱۶- حق معلم
۱۷- حق مولی
۱۸- حق رعیت
۱۹- حق متعلمان
۲۰- حق زن
۲۱- حق مملوک
۲۲- حق مادر
۲۳- حق پدر
۲۴- حق فرزند
۲۵- حق برادر
۲۶- حق مولی
۲۷- حق بنده
۲۸- حق نیکی‌کننده به تو
۲۹- حق مؤذن
۳۰- حق پیش‌نماز
۳۱- حق همنشین
۳۲- حق همسایه
۳۳- حق رفیق
۳۴- حق شریک
۳۵- حق مال
۳۶- حق وامخواه
۳۷- حق معاشر (هم‌صحبت)
۳۸- حق دشمن بر تو
۳۹- حق تو بر دشمن
۴۰- حق رأی خواه (مشورت خواهنده)
۴۱- حق رایزن(مشورت کننده)
۴۲- حق نصیحت‌خواه
۴۳- حق نصیحت‌گو
۴۴- حق کبیر (بزرگ)
۴۵- حق صغیر (کوچک)
۴۶- حق خواهنده
۴۷- حق مسئول
۴۸- حق شادکننده تو
۴۹- حق بدکننده
۵۰- حق هم‌دینان
۵۱- حق اهل ذمه

## مقطع تاریخی نگارش رساله
این رساله در عصری نگاشته شد که امویان به دنبال منزوی کردن پیشوایان شیعه بودند.[ضعف استناد]

## ساخت مستند
مستند رساله زندگی به بررسی سبک زندگی در رساله حقوق اختصاص دارد. این مستند کاری است از گروه علمی، فرهنگی و هنری شبکه بین‌المللی خبر، به تهیه‌کنندگی و کار گردانی امیر فرخ صابر و قلم محمود فلاح پرویزی.